# José de Rozas y Meléndez de la Cueva
Pour les articles homonymes, voir Rozas, Melendez et Cueva.
José de Rozas y Meléndez de la Cueva, 1er comte de Castel Blanco, est un noble espagnol, né le 16 décembre 1665 à Lima dans la vice-royauté du Pérou et mort en juillet 1722 à Madrid.

## Biographie
Fils du maestre de campo Francisco de Rozas y Fernández de Santayana (1630-1690) et de Luisa Meléndez de la Cueva y Agama, José de Rozas y Meléndez naît à Lima le 16 décembre 1665. Nommé corrégidor de la province de Jauja, au Pérou, le 1er août 1690, il exerce cette fonction durant 10 ans. En récompense aux services rendus, le roi Charles II d'Espagne le nomme capitaine général et président de la Real Audiencia de Guatemala le 6 mars 1700, mais il ne se présenta jamais à prendre possession effective de sa fonction. Il obtient le titre de comte de Castel Blanco le 12 novembre 1709 même si à l'origine ce titre avait été attribué à son frère Tomás le 6 mai 1706 par le roi Philippe V d'Espagne.
Il se met au service de Jacques François Stuart prétendant au trône d'Angleterre et d'Écosse, en particulier en l'aidant à financer des expéditions de reconquête des îles britanniques (1715-1716 et 1719). Ce dernier le fait duc et pair d'Écosse, avec les titres de Duc de Catelblanco et de St. Andrews. Le roi Philippe V accepte à contrecœur ces distinctions nobiliaires faites à l'un de ses sujets, exigeant que ces titres soient maintenus en secret jusqu'au couronnement de Jacques François Stuart, ce qui n'arriva jamais.
Il convola trois fois, la première fois avec  Magdalena de Urrutia (originaire de Lima), la deuxième fois en 1710 avec Mary Drummond Wallace, fille de John Drummond duc de Melfort, morte en 1713. Il se maria une dernière fois en 1721 avec la sœur de sa deuxième épouse, Francisca Drummond de Melfort y Wallace (es) avec qui il eut trois enfants dont Juan José de Rozas y Drummond de Melfort, 3e comte de Castel Blanco.
José de Rozas y Meléndez meurt à Madrid en 1722.